# 宁德师范学院
宁德师范学院，简称宁德师院、宁师，是位于中国福建省宁德市的一所全日制本科公办省属普通高等学校。

## 历史沿革
1958年，福安师范专科学校成立。1978年，宁德师范专科学校成立。1994年3月，更名为宁德师范高等专科学校。
2008年4月，福建省人民政府决定在宁德师范高等专科学校的基础上组建“宁德学院”。
2010年3月18日，经中华人民共和国教育部批准，宁德师范高等专科学校升格为宁德师范学院。
2017年10月12日，福建省闽东卫生学校并入宁德师范学院，并在其基础上组建宁德师范学院医学院，而宁德市医院也更名为宁德师范学院附属宁德市医院。

## 院系设置
至2021年，宁德师范学院下设11个学院，分别为教育与艺术学院、数理学院、生命科学学院、化学与材料学院、信息与机电工程学院、经济管理学院、语言与文化学院、马克思主义学院、体育学院、继续教育学院、医学院。